# Piastra toscana
La piastra toscana era un particolare tipo di moneta circolante nel Granducato di Toscana a partire dall'epoca di Cosimo I de' Medici e sino alla morte di Gian Gastone de' Medici. La moneta era in argento e di grandi dimensioni (ca. 42mm) con un peso di circa 30 grammi.